# Burnai Jaya
Burnai Jaya is een bestuurslaag in het regentschap Ogan Komering Ulu van de provincie Zuid-Sumatra, Indonesië. Burnai Jaya telt 1466 inwoners (volkstelling 2010).